# Explorer 24
O Explorer 24 foi um satélite Norte americano lançado em 21 de novembro de 1964, como parte do Programa Explorer da NASA. Ele foi lançado por intermédio de um foguete Scout X-4 a partir da Base da Força Aérea de Vandenberg, para estudar a composição e a densidade do ar. Ele era idêntico aos Explorer 9 e Explorer 19.